# الإسلام في آتشيه

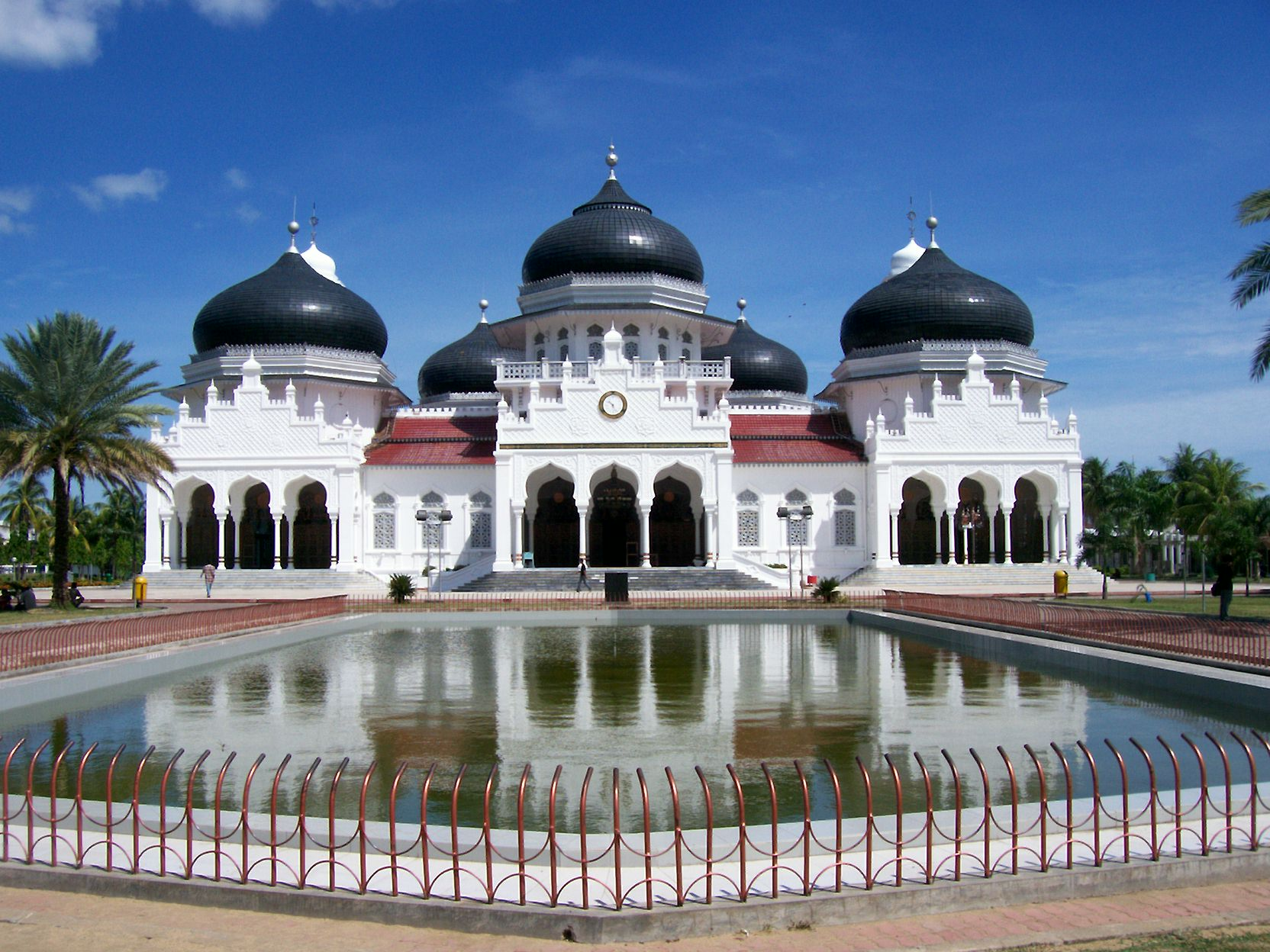
مسجد باندا آتشيه الكبير

الإسلام هو الدين السائد في آتشيه وأكثر من 98% من حوالي 4 ملايين نسمة يُعرفون بأنهم مسلمون.
وفقًا لبيانات تعداد 2005 فإن النسب المئوية للأديان في آتشيه هي 98.87% إسلام، 0.87% بروتستانتية، 0.15% بوذية، 0.09% كاثوليكية و0.02% هندوسية.
المسلمون في آتشيه من أهل السنة والجماعة وعلى المذهب الشافعي في الفقه.